# Чвебари
Чвебари (груз. ჭვებარი) — село в Грузии, на территории Онского муниципалитета края (мхаре) Рача-Лечхуми и Нижняя Сванетия.

## География
Село находится в северной части Грузии, на левом берегу реки Сартаули (правый приток Риони), на расстоянии приблизительно 9 километров (по прямой) к западу от города Они, административного центра муниципалитета. Абсолютная высота — 1017 метров над уровнем моря.

## Население
По результатам официальной переписи населения 2014 года, в Чвебари проживало 3 человека (2 мужчины и 1 женщина). В национальной структуре населения грузины составляли 100 %.
| Год  | Население, человек |
| ---- | ------------------ |
| 2002 | 30                 |
| 2014 | ↘ 3                |